# Jérémie Aliadière
Jérémie Aliadière (Rambouillet, 30 maart 1983) is een Franse voetballer die doorgaans als aanvaller speelt. Hij tekende in september 2016 een contract tot medio 2017 bij FC Lorient, dat hem transfervrij inlijfde.

## Biografie

### Arsenal
Aliadière tekende bij Arsenal op 16-jarige leeftijd, voor het seizoen 1999/00. Ondanks het feit dat hij als een grote belofte gold - hij werd al de nieuwe Thierry Henry genoemd - werd het begin van carrière vooral gekenmerkt door blessures.
Hij maakte zijn debuut in de Premiership tegen Fulham in het seizoen 2001/02, als vervanger voor Thierry Henry in een wedstrijd die eindigde in een 4-1-overwinning voor Arsenal. Sinds die wedstrijd heeft hij slechts 19 wedstrijden voor het eerste gespeeld, waarvan 16 als wisselspeler. Zijn eerste goal maakte hij in de wedstrijd tegen West Bromwich Albion op 27 augustus 2002. De wedstrijd eindigde in 5-2.
Aliadière maakte zijn debuut in de FA Cup in een wedstrijd tegen Manchester United die resulteerde in een 1-0 nederlaag op 3 april 2004. Tijdens het seizoen 2003/04 speelde hij enkele belangrijke wedstrijden voor Arsenal. Aliadière kon door een blessure meer dan de helft van het seizoen 2004/05 niet in actie komen, en zelfs daarna speelde hij slechts zes wedstrijden, allemaal als invaller. Hoewel hij in deze wedstrijden niet tot scoren kwam scoorde hij wel acht goals in vijf wedstrijden voor de reserves van Arsenal. Dit leverde hem een contract op dat loopt tot de zomer van 2009.

### Uitgeleend
Omdat hij door zijn vele blessures weinig aan spelen toekwam, keurde trainer Arsène Wenger het goed dat hij tijdens het seizoen 2005/06 werd uitgeleend aan het Schotse Celtic. Dit bleek geen groot succes. Aliadière kwam maar twee keer in actie als invaller, alle twee tijdens de wedstrijden tegen Artmedia Bratislava in de Champions League.
Daarom keerde hij terug naar Londen en werd hij verhuurd aan West Ham United. Maar ook hier werd hij geplaagd door blessures, waardoor hij maar acht keer in actie kon komen, waarvan zeven als invaller.
Op 31 januari 2006 werd de huurovereenkomst beëindigd, waarna Aliadière naar Wolverhampton Wanderers verhuisde. Aan het einde van het seizoen keerde hij terug naar Arsenal.

### Middlesbrough
Op 2 juli 2007 maakte Arsenal de overgang naar Middlesbrough bekend. De transfersom werd niet bekendgemaakt.

## Statistieken
| Seizoen | Club                      | Land      | Competitie           | Wed. | Doelp. |
| ------- | ------------------------- | --------- | -------------------- | ---- | ------ |
| 2001/02 | Arsenal FC                | Engeland  | Premier League       | 1    | 0      |
| 2002/03 | Arsenal FC                | Engeland  | Premier League       | 2    | 1      |
| 2003/04 | Arsenal FC                | Engeland  | Premier League       | 10   | 0      |
| 2004/05 | Arsenal FC                | Engeland  | Premier League       | 4    | 0      |
| 2005    | → Celtic                  | Schotland | Scottish Premiership | 0    | 0      |
| 2005    | → West Ham United         | Engeland  | Premier League       | 7    | 0      |
| 2006    | → Wolverhampton Wanderers | Engeland  | Championship         | 14   | 2      |
| 2006/07 | Arsenal FC                | Engeland  | Premier League       | 11   | 0      |
| 2007/08 | Middlesbrough FC          | Engeland  | Premier League       | 29   | 5      |
| 2008/09 | Middlesbrough FC          | Engeland  | Premier League       | 29   | 2      |
| 2009/10 | Middlesbrough FC          | Engeland  | Championship         | 20   | 4      |
| 2010/11 | Geen club                 | Geen club | Geen club            |      |        |
| 2011/12 | FC Lorient                | Frankrijk | Ligue 1              | 18   | 2      |
| 2012/13 | FC Lorient                | Frankrijk | Ligue 1              | 31   | 15     |
| 2013/14 | FC Lorient                | Frankrijk | Ligue 1              | 27   | 8      |
| 2014/15 | Umm-Salal SC              | Qatar     | Qatari League        | 24   | 6      |
| 2015/16 | Umm-Salal SC              | Qatar     | Qatari League        | 13   | 3      |
| 2015/16 | Muaither SC               | Qatar     | Qatargas League      | ?    | ?      |
| 2016/17 | FC Lorient                | Frankrijk | Ligue 1              | 14   | 1      |
| Totaal  | Totaal                    | Totaal    | Totaal               | 254  | 49     |

## Trivia
- Aliadière is een supporter van het Franse Paris Saint-Germain.
- Hij is de verloofde van het Britse model Leilani Dowding.